# Purshie tridentée
Purshia tridentata
Espèce
La Purshie tridentée (Purshia tridentata) est une espèce de plantes à fleurs de la famille des Rosacées. C'est un arbuste présent dans les régions montagneuses à l’ouest de l’Amérique du Nord.

## Répartition et habitat

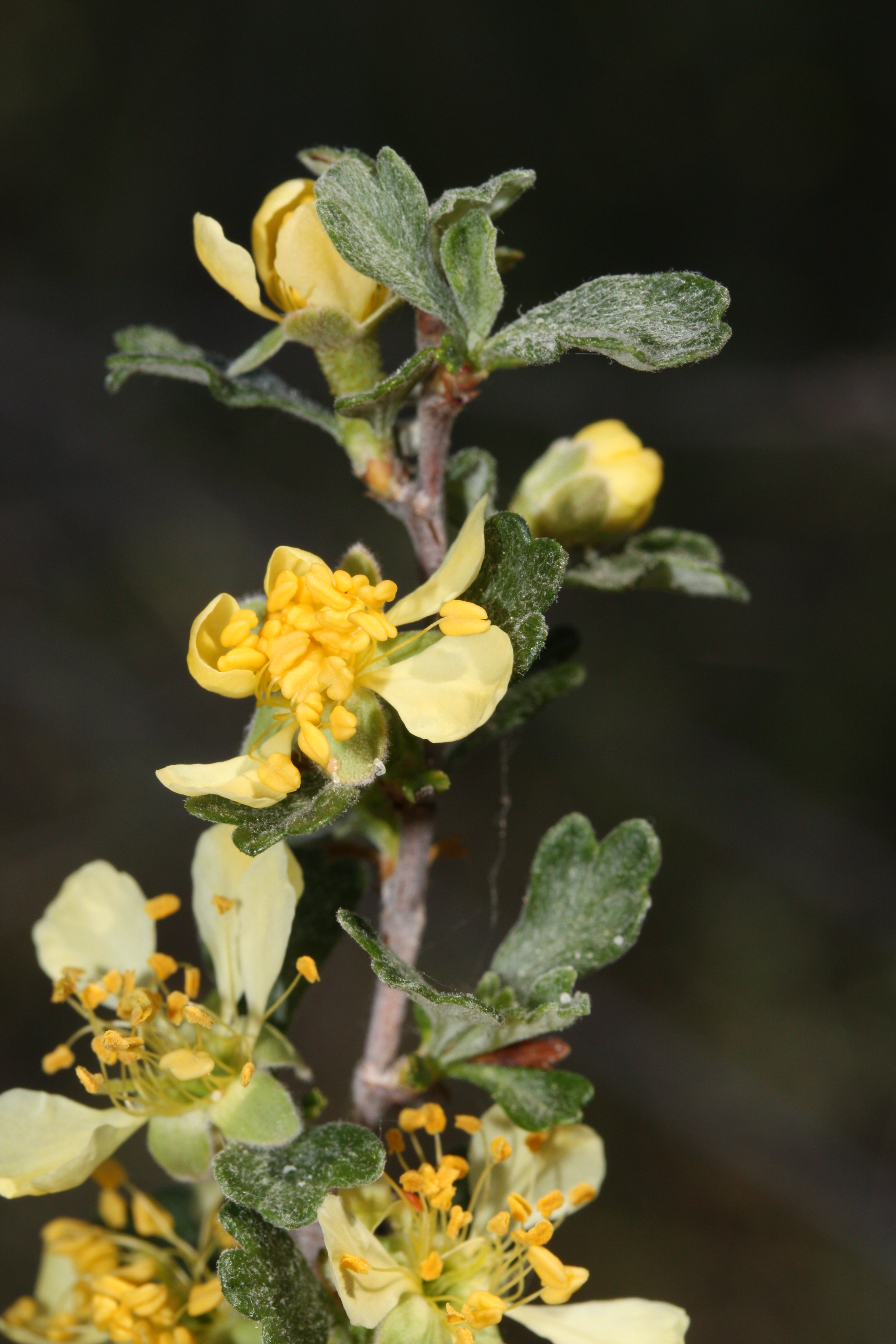
Fleurs jaunes avec cinq pétales et des anthères jaune plus sombre.

La Purshie tridentée est présente dans la partie occidentale de l’Amérique du Nord. À l’ouest, elle est présente de la Californie à la Colombie-Britannique. Plus à l’est, elle est présente du Montana au Nouveau-Mexique en passant par le Nebraska.
Elle est capable de pousser dans des zones arides à des altitudes comprises entre 700 et 3 400 mètres dans le sud de sa zone de répartition. Au nord, où le climat est plus froid, elle est présente entre 300 et 1 100 mètres d’altitude environ.

## Description
L’arbuste peut atteindre une taille qui varie entre 1 et 5 mètres. Ses feuilles possèdent 3 à 5 lobes de 5 à 20 mm de long. Les fleurs sont jaune pâle, possèdent 5 pétales et font entre 6 et 8 mm de long. Les anthères sont aussi jaunes mais plus sombres. Les fruits, qui poussent en groupes, sont des achènes secs de 0.6 à 2 cm de long.
Il est reconnu pour ses qualités en ce qui concerne la fixation de l’azote dans le sol.